# 오스트리아의 정치

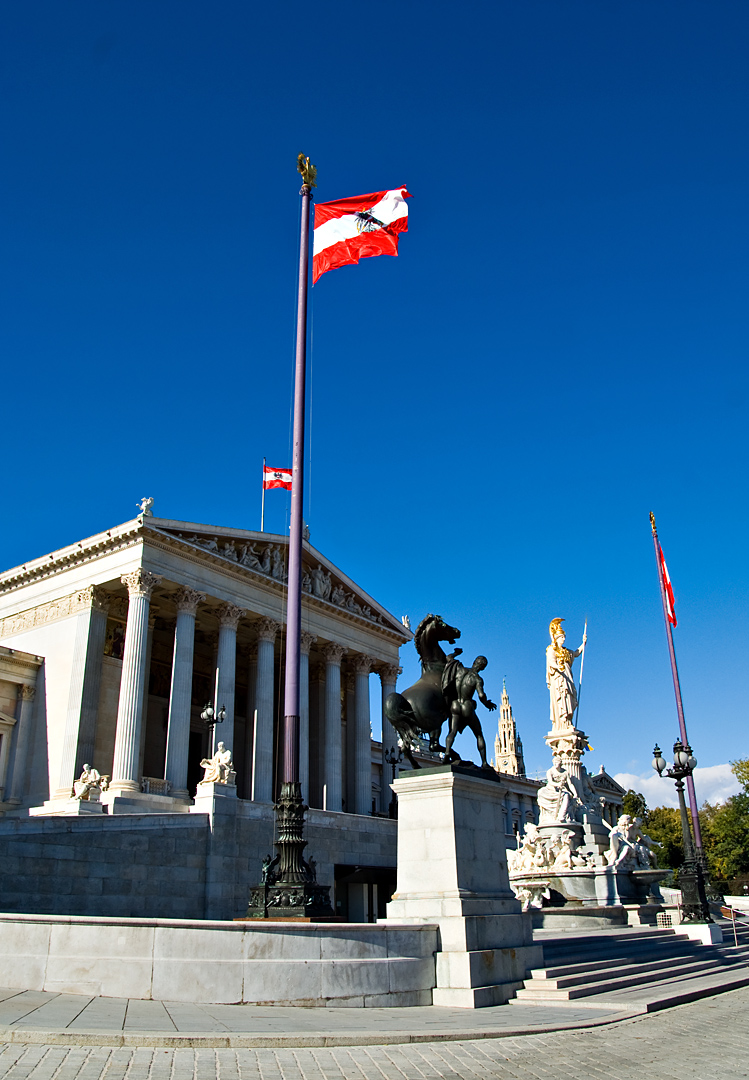
오스트리아 의회의사당

이 문서는 오스트리아의 정치적 상황을 다룬다. 1918년 오스트리아-헝가리가 해체된 후로 오스트리아는 공화정을 채택하고 있다. 국가수반인 대통령을 밑으로 정부수반인 연방총리가 내각을 꾸려 나가며, 대통령은 국민의 직접투표로, 연방총리는 국민의회에서 선출된 의원들을 통해 결정된다.

## 대통령
오스트리아의 대통령은 오스트리아의 국가수반이다. 대통령은 국민의 직접투표로 선출된다. 현 대통령은 알렉산더 판데어벨렌으로, 2016년부터 재임하고 있다.

## 정부
오스트리아의 연방총리는 오스트리아의 정부수반이다. 총리는 국민의회에서 선출된 의원들을 통해 결정된다. 현 총리는 카를 네하머로, 2021년부터 재임하고 있다.

## 정당
오스트리아는 다당제 국가로, 현재 국민의회에는 5개의 정당이 의석을 보유하고 있다. 그러나 제2공화국이 성립한 후 지금까지 사회민주당과 국민당만이 연방총리를 배출했으며, 따라서 사민당과 국민당이 양당을 형성하고 있다. 사민당은 사회민주주의를 표방하며 중도좌파 성향을 보이며, 국민당은 기독교 민주주의를 표방하며 중도우파 성향을 보이고 있다. 이외에 국민보수주의를 표방하는 극우 성향의 자유당, 녹색 정치를 표방하는 녹색당, 자유주의를 표방하는 네오스가 있다. 현재 오스트리아 정부는 국민당과 녹색당이 연립해 이끌고 있다.